# Trochiliscus
Trochiliscus sexcostatus,  fosilna vrsta parožina čija je uža pripadnost unutar razreda Charophyceae uključena u porodicu Trochiliscaceae.
Nekad jedina priznata vrsta T. sexcostatus V.D.Prinada, sinonim je za Pseudomoellerina sexcostata (V.D.Prinada) Zhen Wang.

## Vrste
1. Trochiliscus bulbiformis Karpinsky
2. Trochiliscus oblatus Zhi M.Li & X.G.Zhou
3. Trochiliscus ingricus Karpinsky
4. Trochiliscus lemonii (Knowlton) Karpinsky
5. Trochiliscus lipuensis Zhen Wang, J.Conkin, R.J.Huang & H.N.Lu
6. Trochiliscus podolicus Croft
7. Trochiliscus surmilovae Pojarkov